# Stelle principali della costellazione della Mensa
Segue un prospetto delle stelle principali della costellazione della Mensa, elencate per magnitudine decrescente.